# Félix Enríquez Alcalá
Pour les articles homonymes, voir Alcala.
Félix Enríquez Alcalá (parfois crédité comme Felix Alcala), né le 7 mars 1951 à Bakersfield, est un réalisateur américain.

## Biographie
Il a travaillé sur les séries télévisées Homefront, Les Experts, Urgences, Dollhouse, Dr House ou encore Battlestar Galactica.
Pour l'épisode Exodus — 2e partie de la saison 3 de Battlestar Galactica, il a reçu en 2007 une nomination pour le Primetime Emmy Award de la meilleure réalisation pour une série télévisée dramatique.
Son premier film de cinéma est Menace toxique (1997) avec Steven Seagal.